# Martina Barroso García
Martina Barroso García (Gilbuena, província d'Àvila, 30 gener 1917- Madrid, 5 agost 1939), modista de professió, va ser una de Les Tretze Roses (joves republicanes) afusellades el 5 d'agost de 1939 a les tàpies exteriors del cementiri de l'Almudena, juntament amb 43 homes. Tots ells acusats de pertànyer a les Joventuts Socialistes Unificades (JSU) o al Partit Comunista d'Espanya (PCE).

## Trajectòria
Filla de Salustiano i María, la família vivia al barri madrileny de Chamartín de la Rosa. El gener de 1937, en plena Guerra Civil, Barroso es va afiliar a les JSU i va treballar en un dels tallers de l'organització, comandats per Juana Juana Doña, que confeccionaven roba per als milicians i els soldats fins al desembre de 1938.  A l'inici de 1939, Barroso va treballar en un Menjador Social fins que va ser clausurat el març de 1939, quasi al final de la guerra.
La victòria de l'Exèrcit Nacional, va donar pas a la Dictadura del General Franco. Barroso va perdre el contacte amb els seus antics companys de les JSU, però va continuar essent amiga d'Ana López Gallego, del taller de costura de la Unió de Noies, amb la qual sortia a passejar pel barri i allí van coincidir amb Julián Muñoz Tárrega, ex dirigent de la JSU, que els va explicar que estava intentant la reconstrucció del partit i ja comptava amb Manuel González Manolín, de només 16 anys, Gregorio Muñoz Goyo, Pablo Pinedo i altres, per la qualcosa els va proposar que s'unissin al projecte.
El nou règim va encoratjar la delació de particulars com una obligació patriòtica i aviat es van omplir les presons. Barroso va ser detinguda en caure alguns dels seus companys. Interrogada a la comissaria de Jorge Juan l'1 de juny, va reconèixer la seva militància a la JSU i que havia estat requerida per a participar en la clandestinitat. Va ser reclosa a la presó de dones de Ventas el 6 de juny de 1939. Juntament amb Anita López Gallego i Victoria Muñoz García, també del grup de les Tretze Roses, va ser destinada a un departament habilitat per a menors d'edat, creat per iniciativa de María Sánchez Arbós, una pedagoga republicana empresonada, tot i que, no havent-hi lloc suficient, la majoria de menors no van ingressar mai en aquell mòdul.
En l'expedient núm. 30. 426, una testimoni, sense al·ludir directament a Barroso, va esmentar que en el domicili de Blanca Brisac (una altra de les Tretze Roses), es planejava un complot per atemptar contra el general Franco el dia de la desfilada del Primer año de la Victoria; no obstant, aquesta circumstància va ser descartada i Barroso no va ser imputada per aquest càrrec. Actualment l'execució de Barroso, les altres 12 dones i els 43 homes, és considerada una represàlia per l'atemptat que van realitzar altres militants de les JSU contra el Comandant de la Guàrdia Civil i membre del Servei d'Informació i Policia Militar franquista, Isaac Gabaldón, la seva filla i el conductor José Luis Díez Madrigal.
A Martina Barroso li van prohibir escriure una carta de comiat a la seva família perquè es va negar a confessar-se. No obstant, hores abans de ser afusellada, va poder entregar a la seva cunyada unes petites sabatilles que havia cosit i brodat a la presó com a record per a la seva neboda de dos anys, que no la va poder conèixer.
Es conserva el certificat de la seva mort, per afusellament, a les 4:30 del 5 d'agost de 1939.